# XQDメモリーカード

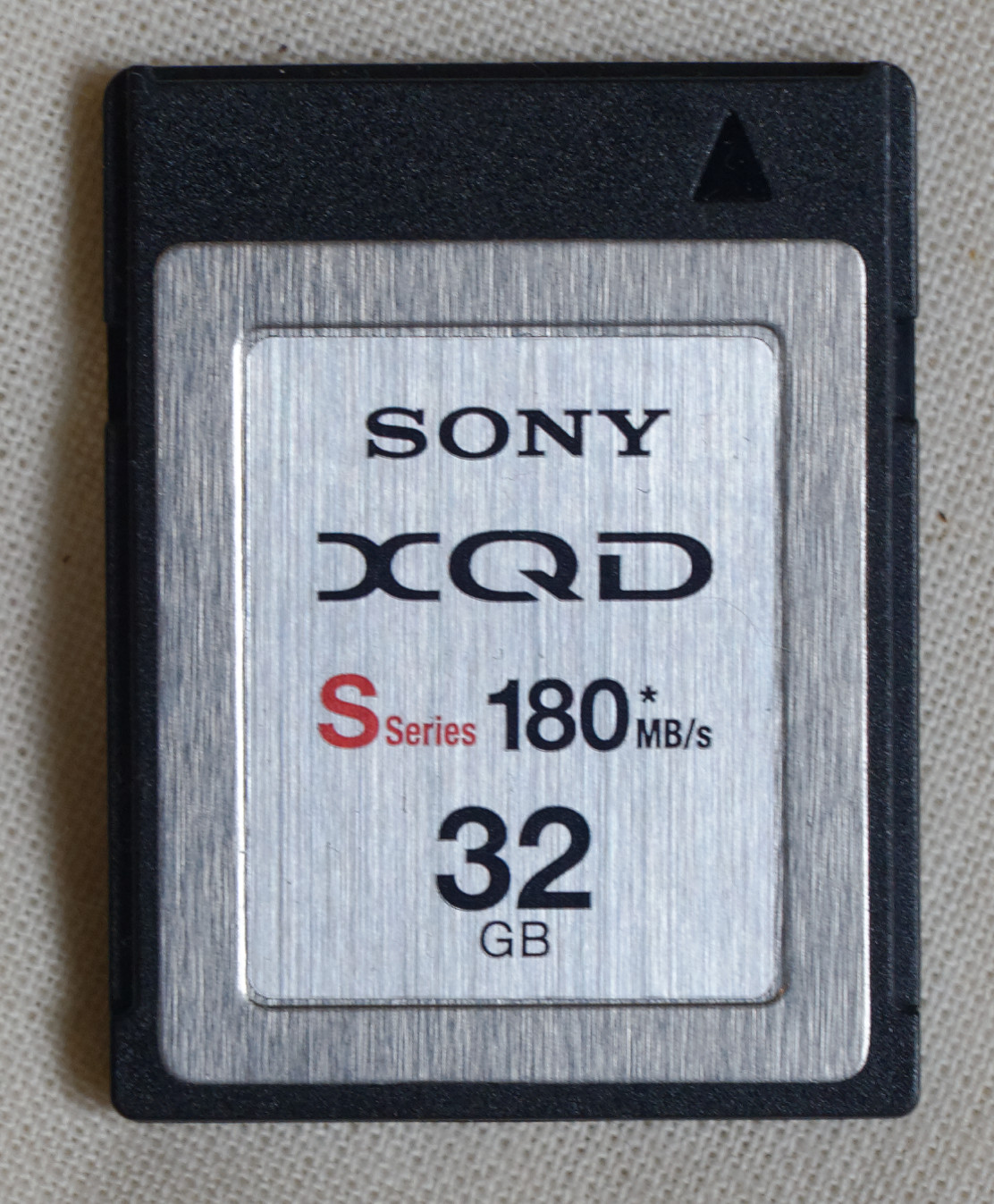
ソニー製XQDメモリーカード

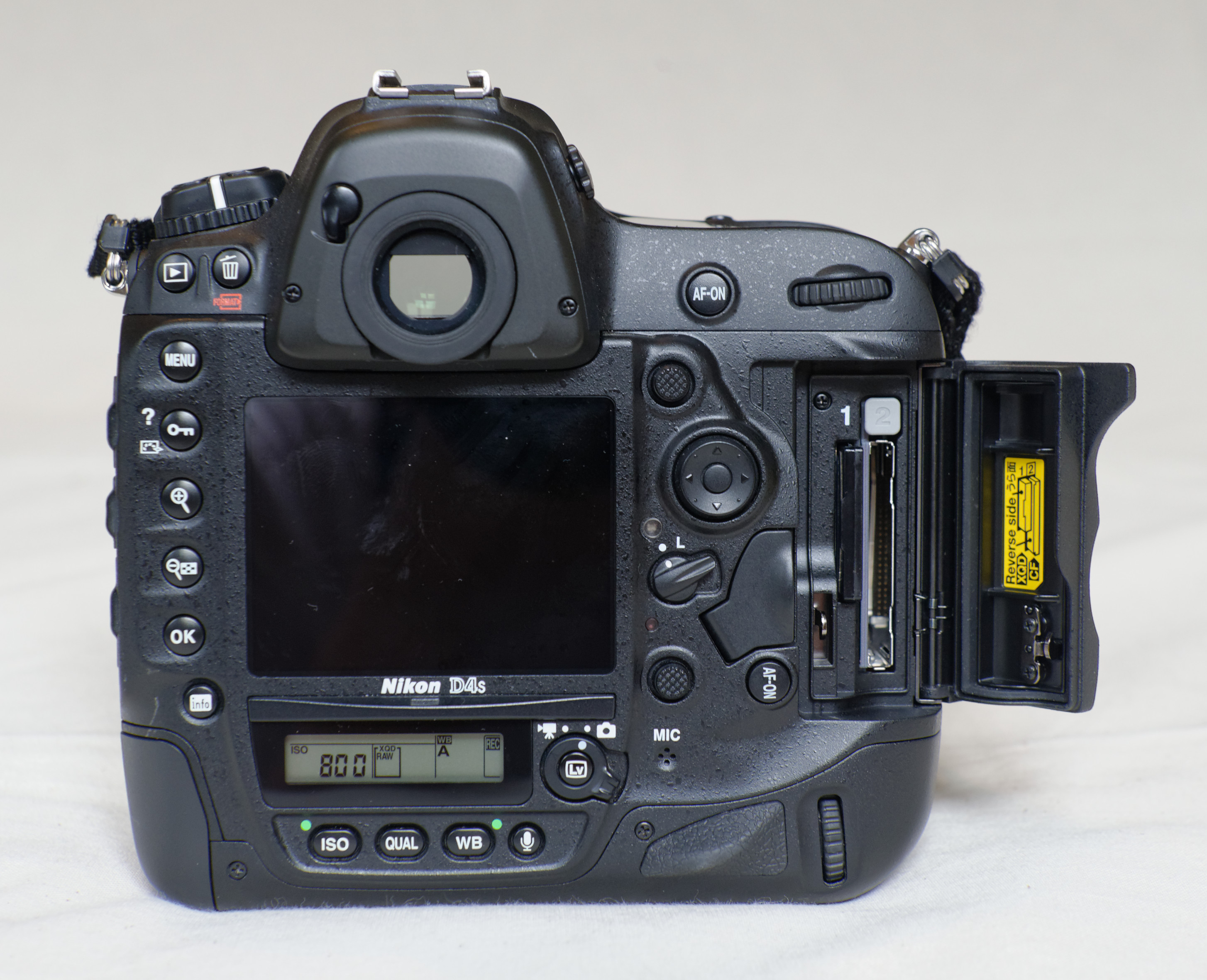
XQDメモリーカードスロットを備えるニコン製デジタル一眼レフカメラ

XQDメモリーカード（エックスキューディーメモリーカード XQD memorycard）は2010年に発表された、主にフラッシュメモリカード用に開発された メモリーカードのフォーマットである。データ転送インターフェイスとしてPCI Expressを用いることでSDメモリーカード等に比べて高速な読み書きが行えるのが特徴で、業務用ビデオカメラなど大容量の情報を記録する必要のある機器に採用されていた。2016年に事実上の後継規格となるCFexpressが発表されたため、現在はその役目を譲っている。

## 概要
フォーマットはまず2010年11月にサンディスク、ソニー、ニコンにより発表され、直後に開発のためコンパクトフラッシュ協会に取り上げられた。最終的な仕様は2011年12月7日に公表された。
| シリーズ | 読込速度 (MB/s) | 書込速度 (MB/s) | XQD Format | インターフェース       | 発売年月   | 容量                                    | 備考                                                                                   |
| -------- | --------------- | --------------- | ---------- | ---------------------- | ---------- | --------------------------------------- | -------------------------------------------------------------------------------------- |
| G        | 440             | 400             | 2.0        | PCIe Gen 2.0 / USB 3.0 | 2014年10月 | 32 GB 64 GB 120 GB 128 GB 240 GB 256 GB | - 128 GB / 256 GBモデルは生産完了。 - 120 GB / 240 GBモデルは堅牢性がXQD規格より高い。 |
| M        | 440             | 150             | 2.0        | PCIe Gen 2.0 / USB 3.0 | 2015年01月 | 32 GB 64 GB 128 GB                      | 生産完了                                                                               |
| N        | 125             | 80              | 1.0        | PCIe Gen 1.0           | 2013年11月 | 64 GB                                   | 生産完了                                                                               |
| S        | 180             | 180             | 1.0        | PCIe Gen 1.0           | 2013年10月 | 32 GB 64 GB                             | 生産完了                                                                               |
| H        | 125             | 125             | 1.0        | PCIe Gen 1.0           | 2012年02月 | 16 GB 32 GB                             | 生産完了                                                                               |

コンパクトフラッシュあるいはCFastカードとは互換性がない。ニコンは2012年1月6日に、CFスロット、XQDスロットを備えた新たなフラッグシップ機種デジタル一眼レフカメラNikon D4を発表し、翌2月から発売を開始した。2014年3月6日に発売されたNikon D4sもXQDメモリーカード使用機種であった。2014年時点でXQDカードに対応しているデジタルカメラはD4、D4sの2機種に留まっていたが、新たに2016年3月にNikon D5、2016年4月にNikon D500、2017年9月にNikon D850がXQDスロット搭載機種として発売された。2018年9月に発売されたニコン初のフルサイズミラーレスカメラであるZ 7/Z 6は発売当初はXQDメモリーカードのみに対応していた（現在はCFexpressにも対応している）。
ビデオカメラは4K映像が撮影可能なハンディカムや業務用XDCAMでもXQDスロットを備えた機種が登場し、XQD専用となっている機種も存在する。これらのビデオカメラでは高速なタイプのXQDメモリーカードを使用することが推奨されている。ソニーの公式サイトでは128 GBの容量でXAVC-intra/4K/60pの映像を約20分記録可能と説明している。